# 高化鵬
高化鵬。陕西省城固縣人，清朝政治人物。道光二十年（1840年）中舉人，道光二十七年（1847年）中式丁未科張之萬榜三甲第四十九名進士，與李鴻章、沈葆楨、馬新貽等同年。以知縣任用。